# Храм на Аполон (Делфи)
Храмът на Аполон (на гръцки: Ἀπολλώνιον) е дорийски периптер в руини, намиращ се в античния Делфи, древна Дорида, днес ном Фокида, Гърция.

## История
На мястото и до него са съществували исторически шест постройки. 
Първият храм според древногръцката митология датира от времето на Архаична Гърция и бил издигнат от лаврово дърво, а втората постройка е издигната през 8 век пр.н.е. Третият храм бил бронзов.
Четвъртият храм на Аполон е построен около края на 7 век пр.н.е. и според Павзаний изгорял през 548 г. пр.н.е.
Петият храм на Аполон е издигнат между 525 и 505 г. пр.н.е. и получава името "Храмът на Алкмеонид" в чест на атинското семейство Алкмеониди, което финансира реконструкцията му след пожар, който унищожава предишната постройка. Новата сграда представлявала дорийски шестколонен храм (6 на 15 колони). Този храм е разрушен през 375 г. пр.н.е. от земетресение, последвано от пожар през 373 г. пр.н.е. Фронтонните скулптури са посветени на Праксител и Андростен от Древна Атина.
Шестият храм на Аполон датира от 320 г. пр.н.е. а руините му са видими днес. Вътре в центъра му се намира адитонът, седалище на Пития. Вътре в храма била изсечена древногръцката максима „Опознай себе си“. Този шести храм оцелява до 390 г., когато римският император Теодосий I Велики разрушава делфийския оракул, унищожавайки храма с повечето от статуите и произведенията на древногръцкото и античното изкуство - в името на християнството. Постфактум мястото е напълно разрушено от ревностни християни в опит да премахнат всички следи от старото езичество.
Храмът и пространството около него е многократно терасирано през вековете.